# Гида Шведская
Гида Анундсдоттер, также известная как Гида Шведская, Гуда и Гунхильда (ум. ок. 1048/1049) ― шведская принцесса и королева Дании, супруга Свена II Эстридсена.

## Биография
Основным источником информации о жизни Гиды являются сочинения немецкого церковного летописца Адама Бременского, писавшего в 1070-х годах. По мнению Саксона Грамматика и по данным Исландской летописи, Гида была дочерью шведского короля Анунда Якоба (1022—1050 гг.). Её матерью была королева Швеции Гунхильда Свейнсдоттир. Однако вместе с эти Адама Бременский, который приходился им почти что современником, не говорит ничего о том, что у Анунда и Гунхильды были какие-либо дети. Поэтому можно также предположить, что Гида была дочерью Анунда и какой-либо другой женщины.
Гида вышла замуж за короля Дании Свена, вероятно, в 1047 или в 1048 году. Дата не может быть подтверждена, и вполне возможно, что они были женаты в то время, когда Свен жил в изгнании при шведском дворе. Брак их был короток и Гида вскоре умерла. По словам Адама Бременского, она была отравлена наложницей Свена по имени Тора. Свен оставил после себя многочисленное потомство, однако неизвестно, были ли у него общие дети с Гидой. Отец Гиды Анунд умер около 1050 года и его пережила супруга Гунхильда. Примерно в это же время, вдовец Свен женился на женщине, которую также звали Гунхильда. Вероятно речь здесь идёт о той самой Гунхильде, которая была матерью или мачехой Гиды, хотя некоторые современные историки утверждают, что одновременно жили две женщины по имени Гунхильда ― в Швеции и в Дании. Гораздо более поздние Бременские хроники ссылаются на письмо, якобы написанное архиепископом Адальбертом, который говорит, что Гунхильда была «матерью» (свекровью) Свена. В любом случае, Свен и Гунхильда были вскоре вынуждены разлучиться по настоянию архиепископа Гамбурга по причине их близкого родства.